# Dubrava (Foča, BiH)
Dubrava je naseljeno mjesto u općini Foči, Republika Srpska, BiH. Nalazi se uz granicu s Crnom Gorom. Jugoistočno se ulijeva rječica Skakavac u rijeku Ćehotinu. Smještena je na 630 metara nadmorske visine.
Godine 1952. pripojena je naselju Vikoču (Sl.list NRBiH 11/52).